# Giovanni Perricelli
Giovanni Perricelli (Milán, Italia, 25 de agosto de 1967) es un atleta italiano, especializado en la prueba de 50 km marcha en la que llegó a ser subcampeón mundial en 1995.

## Carrera deportiva
En el Mundial de Gotemburgo 1995 ganó la medalla de plata en los 50 km marcha, con un tiempo de 3:45:11 segundos, tras el finlandés Valentin Kononen (oro) y por delante del polaco Robert Korzeniowski (bronce).